# Madonna di San Martino (Jacopo della Quercia)
La Madonna di San Martino è una Madonna col Bambino in legno policromo e dorato di Jacopo della Quercia, databile al 1419-1425 e conservata nel Museo dell'Opera del Duomo di Siena

## Storia e descrizione
La statua proviene dalla chiesa di San Martino a Siena e fa parte di un gruppo di figure sacre, con sant'Antonio abate, San Bartolomeo, San Giovanni Battista e San Giovanni Evangelista.
L'opera è emblematica della fortunata serie di opere dell'artista in legno o in terracotta, secondo un genere ampiamente diffuso. La statua in questione è caratterizzata da un ampio panneggio espressivo che, secondo lo stile di Jacopo, amplifica il volume delle figure e, tramite profondi giochi di chiaroscuro, aumenta l'espressività, dando un senso di vitalità erompente.
La doratura che attualmente caratterizza le vesti della madonna e del Bambino è stata aggiunta in epoca barocca, sostituendo la cromia originaria.
La Madonna col figlio è colta in un gesto di tenerezza e intimità, sottolineate dall'espressione serena e dalla resa tenera e piena dei corpi. L'ancheggiamento gotico ("hanchement") in questo caso non è un puro espediente stilistico, come nella scultura antecedente, ma dà il senso del peso del Bambino in braccio ed è bilanciato dall'inclinazione della testa della Vergine sul lato opposto, secondo la classica disposizione a "contrapposto".